# Grèce aux Jeux olympiques d'été de 1928
L'équipe olympique grecque participe aux Jeux olympiques d'été de 1928 à Amsterdam. Elle n'y remporte aucune médaille. Le sauteur en hauteur Antonios Karyofyllis est le porte-drapeau d'une délégation grecque comptant 23 sportifs (23 hommes).